# Miss Univers 1984

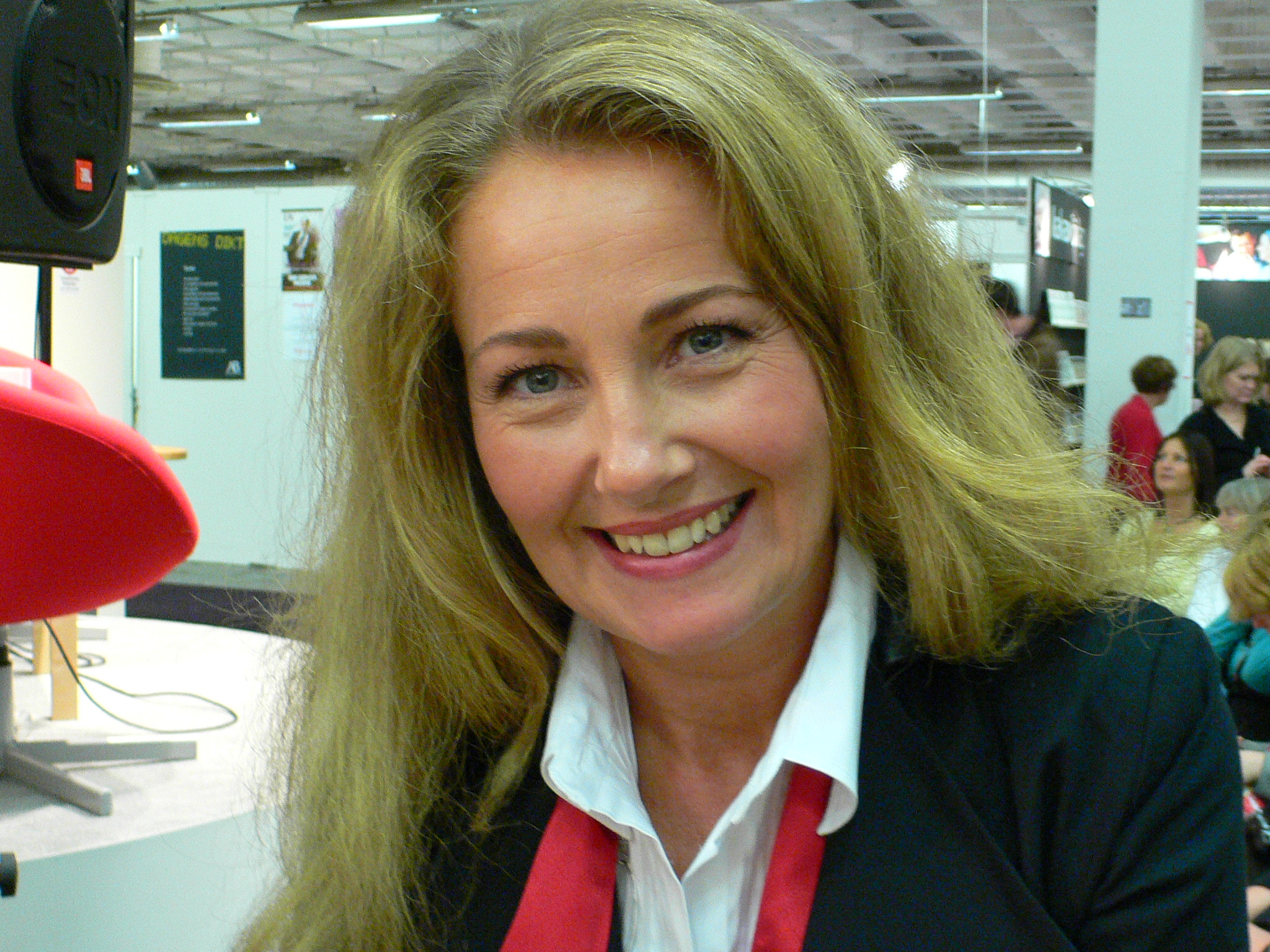
Yvonne Ryding, Miss Suède et Miss Univers 1984, en 2007

Miss Univers 1984, 33e édition du concours de Miss Univers a lieu le 9 juillet 1984, au James L. Knight Convention Center, à Miami, Floride, États-Unis. 
Yvonne Ryding, Miss Suède, âgée de 21 ans, remporte le prix.

## Résultats
| Classement final  | Candidates |
| ----------------- | --- |
| Miss Univers 1984 | - Suède - Yvonne Ryding |
| 1st runner-up     | - Afrique du Sud - Letitia Snyman |
| 2nd runner-up     | - Venezuela - Carmen María Montiel                                                                                                   |
| 3rd runner-up     | - Philippines - Desiree Verdadero |
| 4th runner-up     | - Colombie - Susana Caldas Lemaitre                                                                                                  |
| Top 10            | - Thaïlande - Savinee Pakaranang - Pays-Bas - Nancy Neede - Allemagne - Brigitte Berx - Guatemala - Ilma Urrutia - USA - Mai Shanley |

### Scores de la demi-finale
| \| Pays \| Moyenne préliminaire \| Interview \| Maillot de bain \| Robe du soir \| Moyenne de la demi-finale \| \| -------------- \| -------------------- \| ---------- \| --------------- \| ------------ \| ------------------------- \| \| Suède \| 8.500 (1) \| 9.090 (4) \| 9.460 (1) \| 9.540 (1) \| 9.363 (1) \| \| Venezuela \| 8.430 (3) \| 9.140 (2) \| 9.280 (2) \| 9.285 (2) \| 9.235 (2) \| \| Philippines \| 8.470 (2) \| 9.050 (5) \| 9.140 (3) \| 9.255 (3) \| 9.148 (3) \| \| Colombie \| 7.935 (10) \| 9.200 (1) \| 8.530 (10) \| 9.220 (4) \| 8.983 (4) \| \| Afrique du Sud \| 8.048 (8) \| 9.100 (3) \| 8.635 (9) \| 9.025 (7) \| 8.920 (5) \| \| Thaïlande \| 8.088 (7) \| 8.610 (6) \| 9.130 (5) \| 8.975 (8) \| 8.905 (6) \| \| Holland \| 8.345 (4) \| 8.555 (8) \| 8.950 (6) \| 9.175 (5) \| 8.893 (7) \| \| Allemagne \| 8.136 (5) \| 8.175 (10) \| 9.140 (3) \| 9.027 (6) \| 8.780 (8) \| \| Guatemala \| 7.956 (9) \| 8.590 (7) \| 8.820 (7) \| 8.805 (10) \| 8.738 (9) \| \| USA \| 8.093 (6) \| 8.195 (9) \| 8.670 (8) \| 8.855 (9) \| 8.573 (10) \| | Winner First Runner-up Second Runner-up Third Runner-up Fourth Runner-up Top 10 Semifinalist (#) Rank in each round of competition |            |                 |              |                           |
| Pays | Moyenne préliminaire | Interview  | Maillot de bain | Robe du soir | Moyenne de la demi-finale |
| Suède | 8.500 (1) | 9.090 (4)  | 9.460 (1)       | 9.540 (1)    | 9.363 (1)                 |
| Venezuela | 8.430 (3) | 9.140 (2)  | 9.280 (2)       | 9.285 (2)    | 9.235 (2)                 |
| Philippines | 8.470 (2) | 9.050 (5)  | 9.140 (3)       | 9.255 (3)    | 9.148 (3)                 |
| Colombie | 7.935 (10) | 9.200 (1)  | 8.530 (10)      | 9.220 (4)    | 8.983 (4)                 |
| Afrique du Sud | 8.048 (8) | 9.100 (3)  | 8.635 (9)       | 9.025 (7)    | 8.920 (5)                 |
| Thaïlande | 8.088 (7) | 8.610 (6)  | 9.130 (5)       | 8.975 (8)    | 8.905 (6)                 |
| Holland | 8.345 (4) | 8.555 (8)  | 8.950 (6)       | 9.175 (5)    | 8.893 (7)                 |
| Allemagne | 8.136 (5) | 8.175 (10) | 9.140 (3)       | 9.027 (6)    | 8.780 (8)                 |
| Guatemala | 7.956 (9) | 8.590 (7)  | 8.820 (7)       | 8.805 (10)   | 8.738 (9)                 |
| USA | 8.093 (6) | 8.195 (9)  | 8.670 (8)       | 8.855 (9)    | 8.573 (10)                |

## Prix spéciaux
| Prix                  | Candidates                                                                  |
| --------------------- | --------------------------------------------------------------------------- |
| Best National Costume | - Inde - Juhi Chawla - Uruguay - Yissa Pronzatti - Hong Kong - Mina Godenzi |
| Miss Congeniality     | - Gibraltar - Jessica Palao                                                 |
| Miss Photogenic       | - Espagne - Garbiñe Abasolo                                                 |

## Ordre d'annonce des finalistes
| 1. Allemagne 2. États-Unis 3. Thaïlande 4. Suède 5. Pays-Bas 6. Guatemala 7. Philippines 8. Afrique du Sud 9. Venezuela 10. Colombie | 1. Philippines 2. Suède 3. Afrique du Sud 4. Venezuela 5. Colombie |

## Candidates
| - Argentine - Leila Adar - Aruba - Jacqueline van Putten - Australie - Donna Rudrum - Autriche - Michaela Nussbaumer - Bahamas - Pamela Lois Parker - Barbade - Lisa Worme - Belgique - Brigitte Antonia Muyshondt - Belize - Lisa Patricia Ramirez - Bermudes - Rhonda Wilkinson - Bolivie - Lourdes Aponte - Brésil - Ana Elisa da Cruz - Îles Vierges britanniques - Donna Patricia Frett - Canada - Cynthia Kereluk - Îles Caïmans - Thora Anne Crighton - Chili - Carol Bahnke Muñoz - Colombie - Susana Caldas Lemaitre - Îles Cook - Margaret Brown - Costa Rica - Silvia Portilla - Curaçao - Susanne Marie Verbrugge - Chypre - Zsa Zsa Melodias - Danemark - Catarina Clausen - République dominicaine - Sumaya Heinsen - Équateur - Leonor Gonzenbach - Salvador - Ana Lorena Samagoa - Angleterre - Louise Gray - Finlande - Anna Liisa Tilus - France - Martine Robine - Guyane - Rose Nicole Lony - Gambie - Mirabel Carayol - Allemagne - Brigitte Berx - Gibraltar - Jessica Palao - Grèce - Peggy Dogani - Guadeloupe - Martine Seremes - Guam - Eleanor Benavente - Guatemala - Ilma Julieta Urrutia Chang - Pays-Bas - Nancy Neede - Honduras - Myrtice Elitha Hyde - Hong Kong - Mina Godenzi - Islande - Berglind Johansson - Inde - Juhi Chawla - Irlande - Patricia Nolan - Israël - Sapir Koffmann | - Italie - Raffaella Baracchi - Japon - Megumi Niiyama - Corée du Sud - Lim Mi Sook - Liban - Sawsan El Sayed - Luxembourg - Romy Bayeri - Malaisie - Latifah Abdul Hamid - Malte - Marisa Sammut - Martinique - Danielle Clery - Mexique - Elizabeth Broden - Namibie - Petra Harley Peters - Nouvelle-Zélande - Tania Clague - Îles Mariannes du Nord - Porsche Salas - Norvège - Ingrid Marie Martens - Panama - Cilinia Prada Acosta - Papouasie-Nouvelle-Guinée - Patricia Mirisa - Paraguay - Elena Ortiz - Pérou - Fiorella Ferrari - Philippines - Desiree Verdadero - Pologne - Joanna Karska - Portugal - Maria de Fatima Jardim - Porto Rico - Sandra Beauchamp - La Réunion - Marie Lise Gigan - Écosse - May Monaghan - Singapour - Violet Lee Hui Min - Afrique du Sud - Letitia Snyman - Espagne - Garbiñe Abasolo - Sri Lanka - Nilmini Iddamaigoda - Suède - Yvonne Ryding - Suisse - Silvia Anna Afolter - Thaïlande - Savinee Pakaranang - Trinité-et-Tobago - Gina Marie Tardieu - Turquie - Gurcin Ulker - Îles Turques-et-Caïques - Deborah Lindsey - Uruguay - Yissa Pronzatti - USA - Mai Shanley - Îles Vierges américaines - Patricia Graham - Venezuela - Carmen María Montiel - Pays de Galles - Jane Anne Riley - Samoa - Lena Slade - Yougoslavie - Kresinja Borojevic - Zaire - Lokange Lwali |

### Se retirent
- Bahamas - Pamela Lois Parker
- Indonésie
- Jamaïque
- Sri Lanka - Nilmini Iddamaigoda pour mal du pays et dépression[1].
- Transkei

### Scores du défilé en maillots de bain
(juillet 2013).
- 8.500 Pays-Bas
- 8.245 Allemagne
- 8.245 Philippines
- 8.150 Venezuela
- 8.140 Suede
- 8.110 Norvege
- 7.950 Thailande
- 7.925 Islande
- 7.895 Etats-Unis
- 7.740 Finlande
- 7.680 Panama
- 7.625 Guatemala
- 7.603 Pays de Galles
- 7.560 Costa Rica
- 7.560 Trinite et Tobago
- 7.460 Perou
- 7.440 Autriche
- 7.435 Israel
- 7.425 Afrique du Sud
- 7.408 Uruguay
- 7.380 Danemark
- 7.370 Angleterre
- 7.360 Turquie
- 7.345 Irlande
- 7.340 Japon
- 7.295 Yougoslavie
- 7.290 Coree
- 7.244 Espagne
- 7.230 Equateur
- 7.210 Colombie
- 7.200 Suisse
- 7.160 Australie
- 7.110 Liban
- 7.100 Martinique
- 7.090 Chypre
- 7.050 Nouvelle-Zelande
- 7.050 Portugal
- 7.050 Zaire
- 7.045 Canada
- 7.040 Curaçao
- 7.040 Grece
- 7.015 Hong Kong
- 7.010 Italie
- 7.000 Pologne
- 6.990 Honduras
- 6.945 Ecosse
- 6.935 Inde
- 6.925 Namibie
- 6.920 Guam
- 6.905 France
- 6.900 Argentine
- 6.890 Iles Vierges Britanniques
- 6.890 Iles Caimans
- 6.870 Porto Rico
- 6.840 Paraguay
- 6.830 Bresil
- 6.830 Republique Dominicaine
- 6.820 Luxembourg
- 6.805 Malaisie
- 6.730 Chili
- 6.725 Iles Vierges Americaines
- 6.670 Malte
- 6.660 Iles Cook
- 6.650 Samoa
- 6.640 Guadeloupe
- 6.635 Salvador
- 6.630 Réunion
- 6.620 Mexique
- 6.620 Singapour
- 6.575 Belgique
- 6.570 Gibraltar
- 6.565 Gambie
- 6.530 Guyane Francaise
- 6.490 Papouasie-Nouvelle-Guinee
- 6.460 Bermudes
- 6.430 Aruba
- 6.390 Iles Mariannes du Nord
- 6.330 Bolivie
- 6.210 Belize
- 6.195 Barbade
- 6.010 Iles Turks-et-Caicos

## Juges
- Karen Dianne Baldwin
- Linda Christian
- Ronny Cox
- Carolina Herrera
- Lucía Méndez
- Maria Tallchief
- Constance Towers